# Irtenberger Wald
Irtenberger Wald ist eine Gemarkung im Landkreis Würzburg und überwiegend unbewohntes gemeindefreies Waldgebiet. Ein kleiner Flächenanteil gehört zur Gemeinde Kist. Das Gebiet ist benannt nach Irtenberg, einem Ortsteil von Kist.

## Geographie
Der Irtenberger Wald liegt etwa zehn Kilometer südwestlich der Stadt Würzburg und grenzt an die Gemeinden Altertheim, Helmstadt, Waldbüttelbrunn, Waldbrunn, Eisingen, Kist und Kleinrinderfeld im Landkreis Würzburg sowie Großrinderfeld im baden-württembergischen Main-Tauber-Kreis, wo das Gebiet über 380 m ansteigt. Die Größe des Gebiets beträgt 14,82 km².
Zwischen den Gemeinden Waldbüttelbrunn, Eisingen und Waldbrunn liegt der Probstforst, der ebenfalls zum Irtenberger Forst dazugerechnet wird. Er ist hauptsächlich durch das Gemeindegebiet Waldbrunn vom Hauptgebiet getrennt.
Durch den Irtenberger Wald führen die Bundesautobahn 3 und die Bundesautobahn 81 sowie die Romantische Straße.

## Naturschutz
Gemeinsam mit dem Guttenberger Wald ist der Irtenberger Wald als 3994,01 Hektar großes FFH-Gebiet ausgewiesen. Seit 2020 befindet sich mit dem Naturwald Irtenberger Wald eines der größten und bedeutendsten Schutzgebiete Bayerns im Irtenberger Wald. Im südöstlichen Bereich des Waldgebietes befindet sich das Naturschutzgebiet Blutsee-Moor mit dem größten Schwingrasen Unterfrankens. 